# Patagosaurus
Patagosaurus („patagonische Echse“) ist eine Gattung sauropoder Dinosaurier aus dem Unter- bis Mitteljura von Argentinien. Wie bei allen Sauropoden handelte es sich um einen großen, vierbeinigen Pflanzenfresser mit langem Hals und Schwanz. Diese Gattung ist von den fragmentarischen Überresten von mindestens zwölf Individuen bekannt, womit sie der derzeit am besten bekannte jurassische Sauropode Südamerikas ist. Die Überreste stammen sowohl von erwachsenen Tieren, als auch von Jungtieren, was Rückschlüsse auf die Individualentwicklung dieser Tiere zulässt. Des Weiteren wurden Hinweise auf ein mögliches Leben in Gruppen beschrieben. Patagosaurus war ein ursprünglicher Vertreter der Sauropoden und wird als solcher traditionell zu den Cetiosauridae gestellt, obwohl die Gültigkeit dieser Gruppe umstritten ist. Er wurde 1979 von dem Paläontologen José Bonaparte mit der einzigen Art Patagosaurus fariasi wissenschaftlich erstbeschrieben.

## Merkmale
Patagosaurus erreichte eine Körperlänge von bis zu 14 Metern, die größten überlieferten Oberschenkelknochen messen eine Länge von 52 Zentimetern. Damit ist diese Gattung größer als die zeitgenössische Gattung Volkheimeria, die aus denselben, als Cañadón-Asfalto-Formation bekannten Gesteinsschichten stammt.
Der Schädel ist lediglich durch Zähne und Kieferknochen (Prämaxillare, Oberkiefer und Dentale) überliefert. Er war kurz und tief und glich dem des Camarasaurus. Die Zahnkronen des Oberkiefers waren spatelförmig und an ihrem Unterende eingeschnürt; eine Zähnelung (Serration) fehlte. Die Wirbelsäule ist unvollständig überliefert. Die Halswirbel waren verlängert und glichen denen von Cetiosaurus, während die Rückenwirbel relativ kurz waren. Während die Wirbelkörper der Halswirbel deutliche seitliche Aushöhlungen zeigten, waren diese Aushöhlungen in den Rückenwirbeln schwächer ausgeprägt. Das Kreuzbein bestand aus fünf miteinander verschmolzenen Kreuzbeinwirbeln. Der Oberschenkelknochen war annähernd gerade und zeigte einen stark ausgeprägten Vierten Trochanter, während das relativ kurze Schienbein einen stark ausgeprägten Cnemialkamm besaß.

## Systematik
Patagosaurus wird innerhalb der Eusauropoda klassifiziert, einer Gruppe, die alle Sauropoden bis auf einige ursprüngliche Vertreter umfasst. Die Eusauropoda wiederum setzten sich aus verschiedenen ursprünglichen Gattungen und den Neosauropoda zusammen, denen alle späteren, fortgeschritteneren Sauropoden angehören. Patagosaurus wird in bisherigen Studien außerhalb der Neosauropoda klassifiziert.
Die genaue systematische Position von Patagosaurus innerhalb der Eusauropda ist unbekannt. Traditionell wird sie innerhalb einer Cetiosauridae genannten Gruppe klassifiziert, welche von vielen heutigen Forschern jedoch als paraphyletisch und damit als ungültig betrachtet wird. Zuletzt wurde die Cetiosauridae von Paul Upchurch und Kollegen (2004) als monophyletische Gruppe anerkannt, um die Gattungen Barapasaurus, Cetiosaurus und Patagosaurus zusammenzufassen. Fernando Novas (2009) sieht Patagosaurus dagegen als das Schwestertaxon der Neosauropoda.

## Fundort
Die Fossilien stammen aus der argentinischen Provinz Chubut aus dem Umkreis des Dorfes Cerro Cóndor. Die hier aufgeschlossenen Gesteinsschichten zählen zur Cañadón-Asfalto-Formation. Obwohl diese Formation einst auf das Callovium (oberster Mitteljura) datiert wurde, wird heute davon ausgegangen, dass sie deutlich älter ist und zwischen dem obersten Toarcium und dem untersten Bathonium zur Ablagerung kam. Patagosaurus ist der am häufigsten gefundene Dinosaurier der Cañadón-Asfalto-Formation. Andere Dinosaurierfunde schließen den frühen Sauropoden Volkheimeria, die Theropoden Eoabelisaurus, Piatnitzkysaurus und Condorraptor sowie den Heterodontosauriden Manidens mit ein.

## Paläoökologie und Paläobiologie
Die bekannten Patagosaurus-Fossilien gehören sowohl zu erwachsenen Tieren, als auch zu Jungtieren, was Rückschlüsse auf die Individualentwicklung (Ontogenese) dieser Tiere erlaubt: So zeigten Jungtiere niedrige Dornfortsätze der Rückenwirbel mit kleinen seitlichen Aushöhlungen, während die Dornfortsätze bei adulten Tieren im Verhältnis höher waren und bis in ihre Spitze reichende Aushöhlungen aufwiesen.
Rodolfo Coria (1994) bemerkt, dass sich die Überreste von fünf der bekannten Exemplare zusammen auf einer Fläche von 15 mal 4 Metern fanden. Dieses Bonebed („Knochenlager“) besteht ausschließlich aus Überresten von Patagosaurus, während Reste anderer Tiere fehlen (monospezifische Vergesellschaftung). Coria interpretiert diesen Befund als einen möglichen Hinweis auf ein Leben in Gruppen: So könnte es sich um eine Gruppe gehandelt haben, die durch ein katastrophales Ereignis, wie beispielsweise eine Sturmflut, gemeinsam zu Tode gekommen ist. Außerdem stellt Coria fest, dass die Gruppe aus zwei Alttieren sowie aus drei Jungtieren verschiedener Altersstufen besteht. Dies könnte laut diesem Forscher auf ein relativ komplexes Sozialverhalten dieser Tiere hinweisen, das auch Brutpflege umfassen könnte.